# Haval H2s
Haval H2s — субкомпактный кроссовер, выпускающийся с 2016 по 2019 год компанией Haval — внедорожным подразделением Great Wall Motors. Вытеснен с конвейера моделью Haval Jolion.

## Описание
В иерархии Haval H2s расположен выше базовой модели (Haval H2). Отличия заключаются в том, что дизайн выполнен в стиле Haval H6 второго поколения. Как и другие кроссоверы, автомобиль выпускался в комплектациях Red Label и Blue Label.

## Технические характеристики
Автомобиль Haval H2s оснащался 1,5-литровым четырёхцилиндровым бензиновым двигателем внутреннего сгорания с турбонаддувом мощностью 110 кВт и крутящим моментом 210 Н⋅м. Он сочетался в паре с семиступенчатой трансмиссией с двойным сцеплением Getrag или же с шестиступенчатой механической трансмиссией.

## Галерея

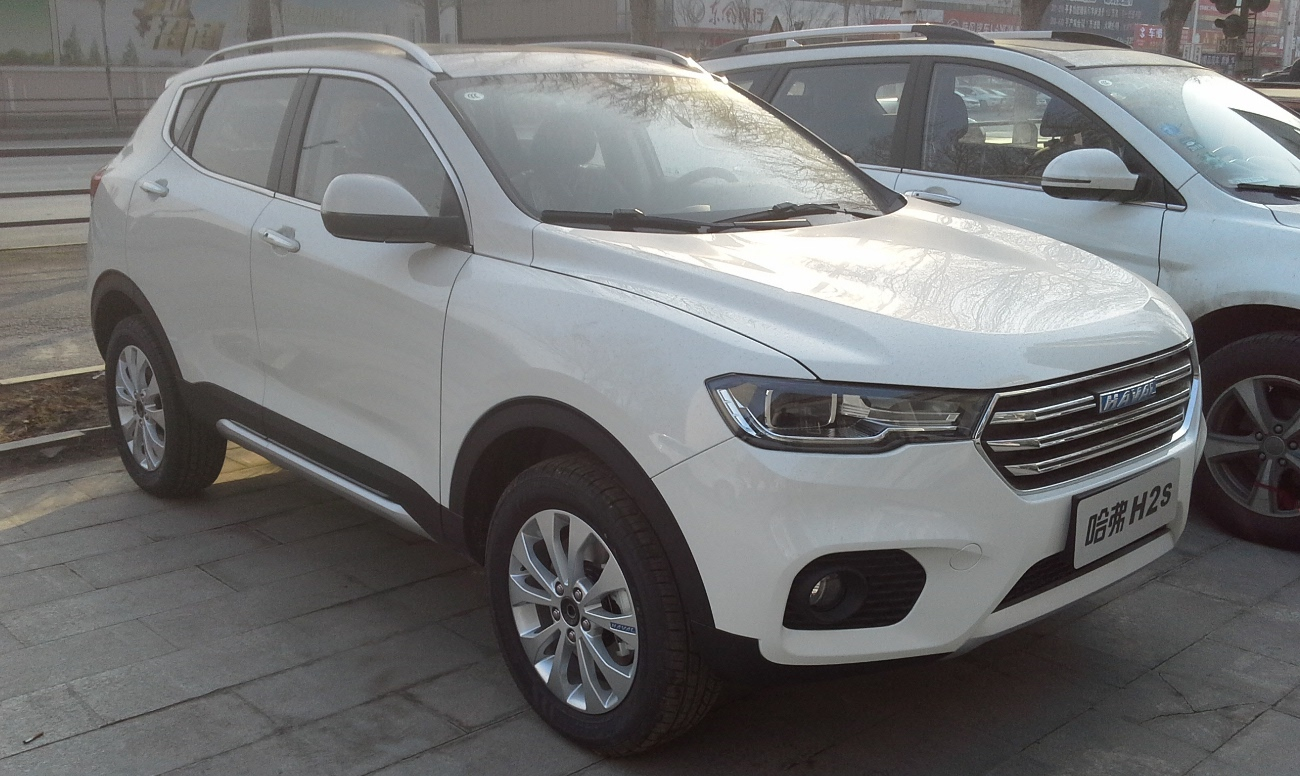
Haval H2s Blue Label
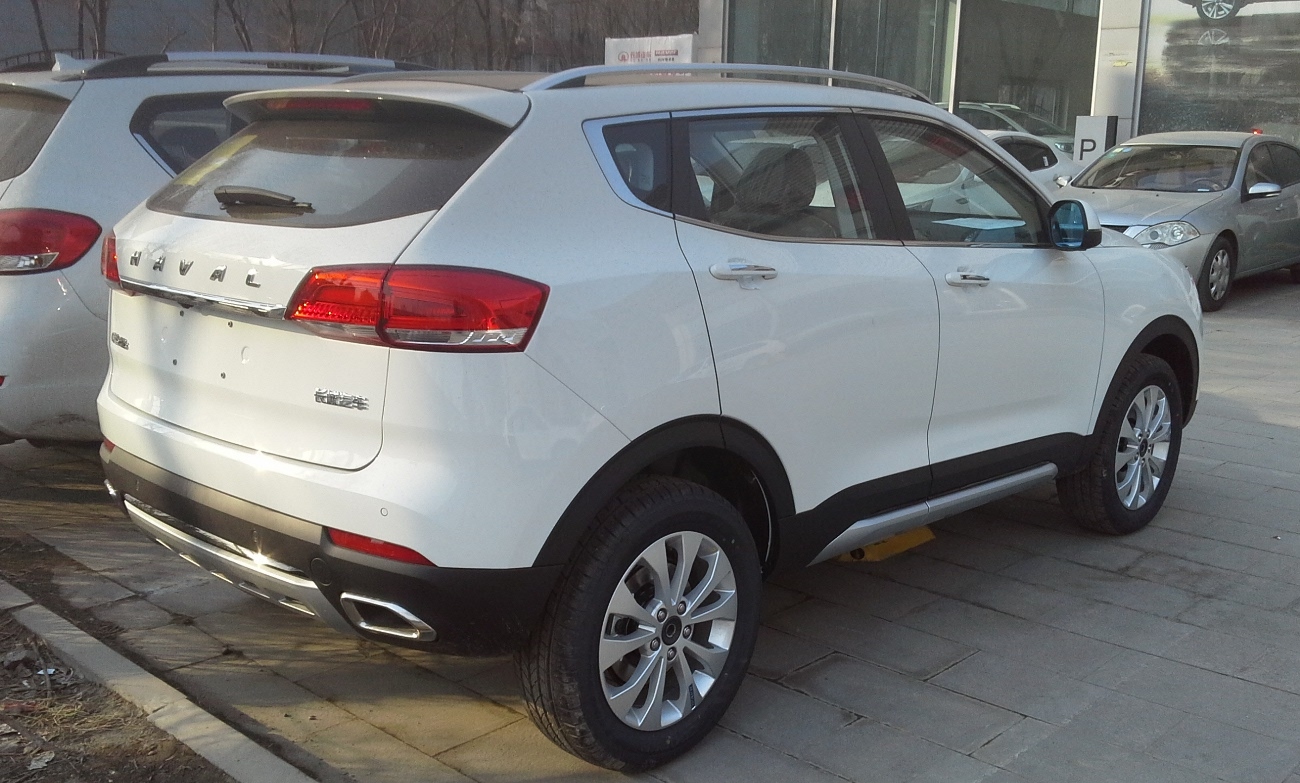
Haval H2s Blue Label
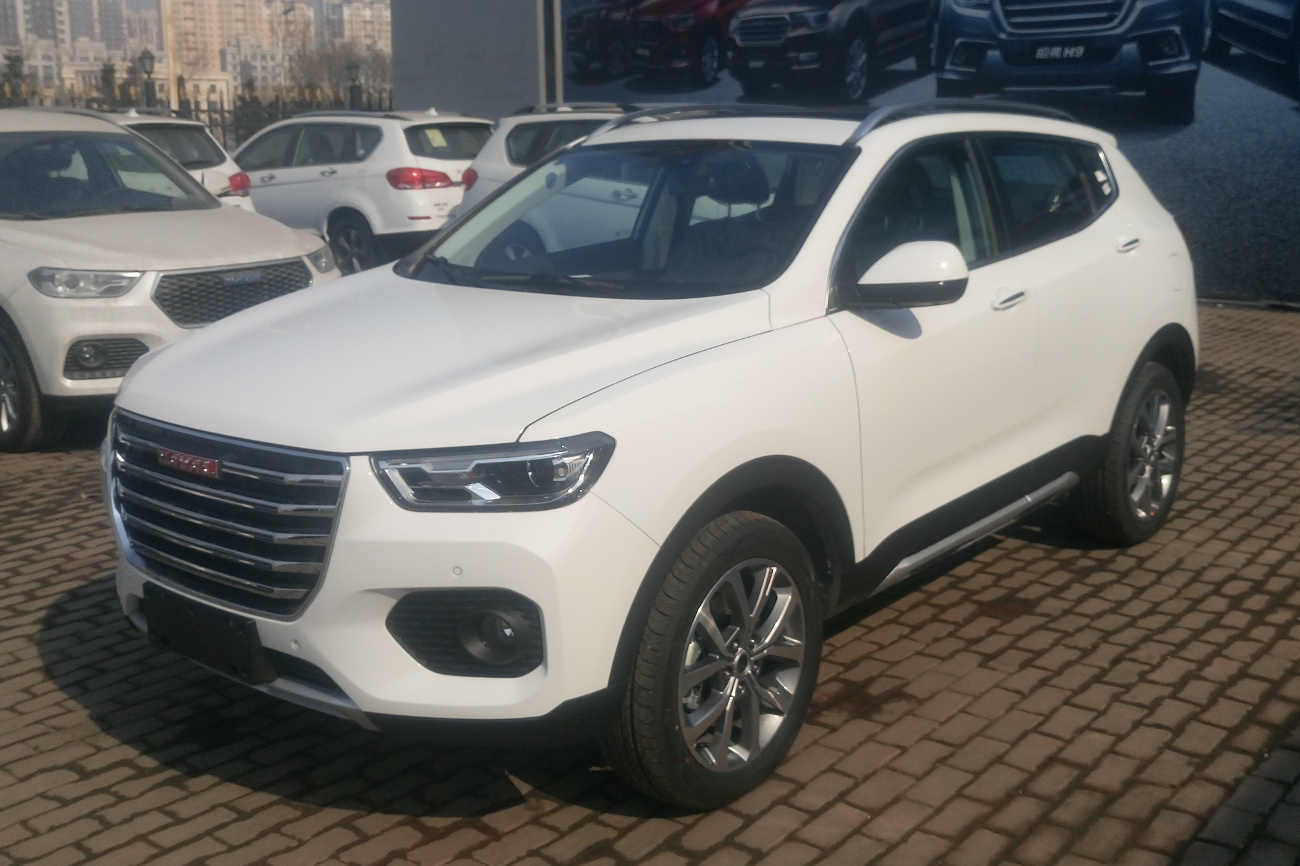
Haval H2s Red Label
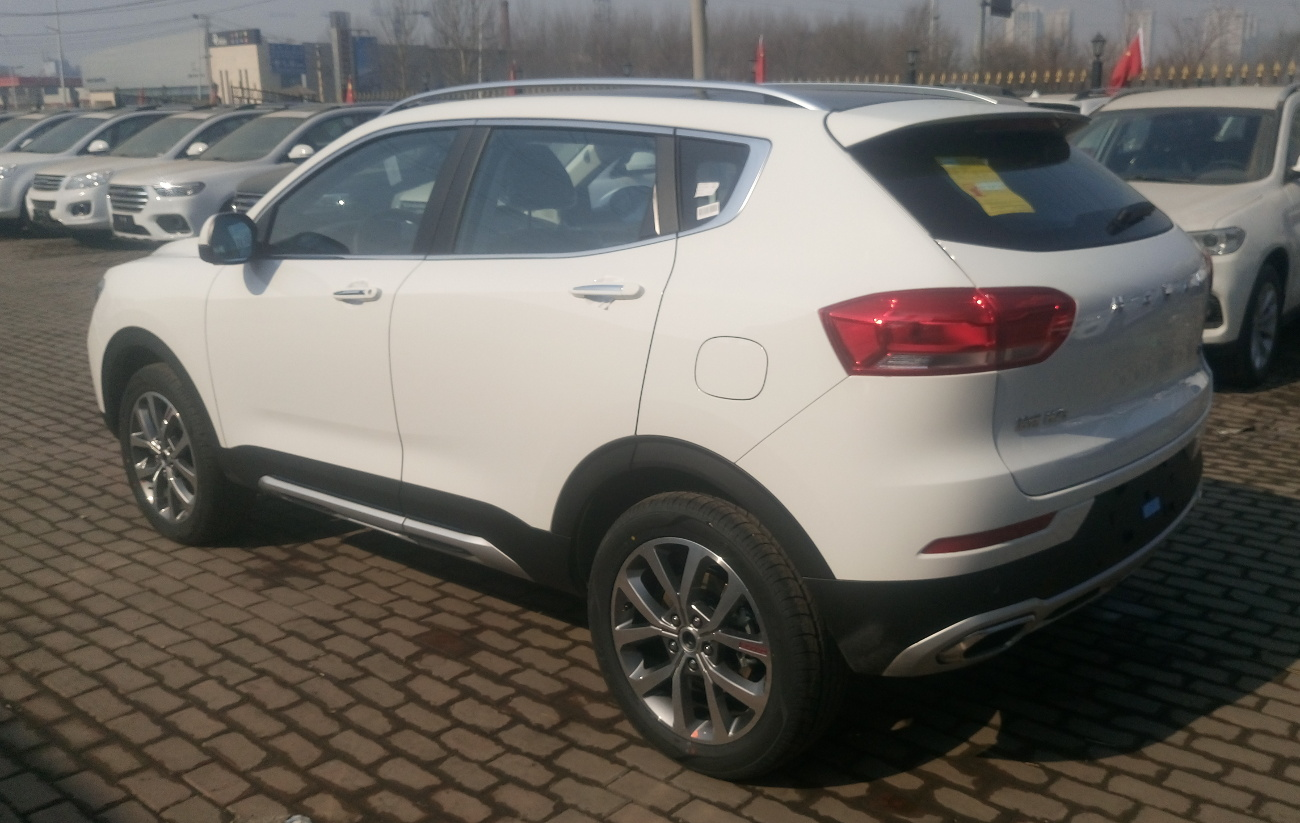
Haval H2s Red Label

## Рестайлинг
В 2018 году автомобиль Haval H2s прошёл рестайлинг радиаторной решётки. Конкурентом являлся Changan CS35 Plus.

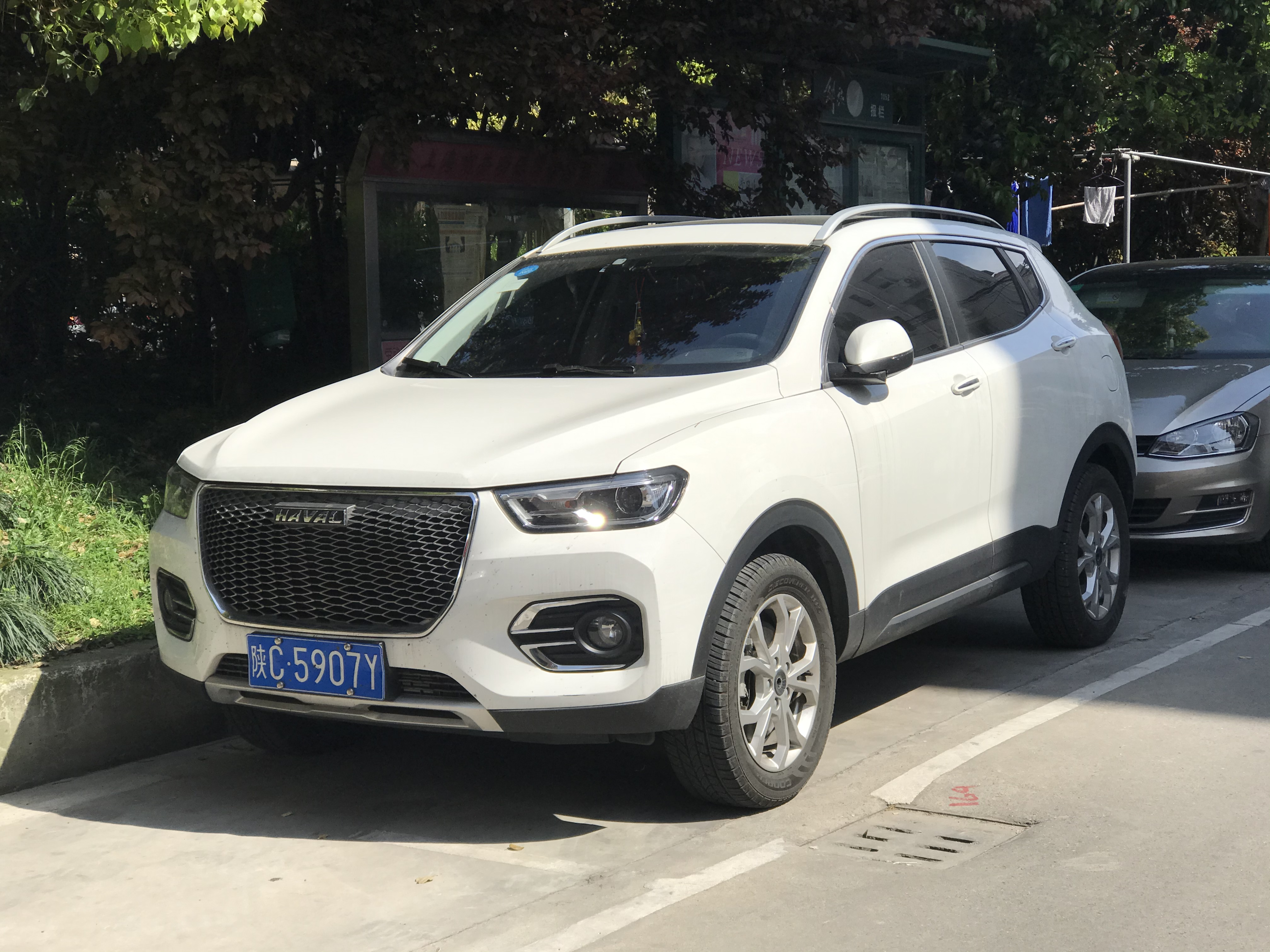
Вид спереди
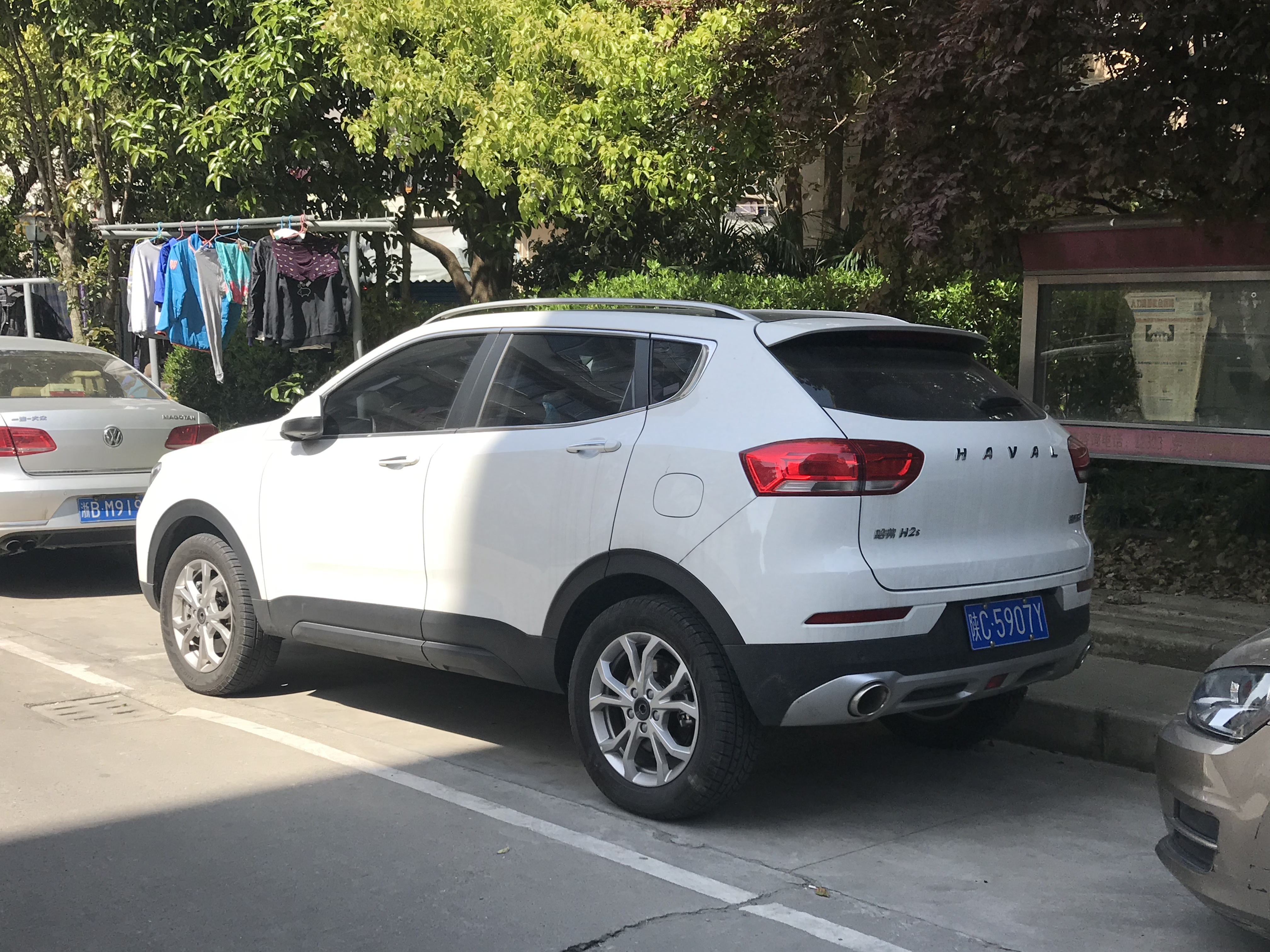
Вид сзади